# Elmer McCurdy

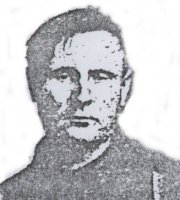
Elmer McCurdy (vor 1911)

Elmer J. McCurdy (* 1. Januar 1880 in Washington, Maine; † 7. Oktober 1911 bei Bartlesville, Oklahoma) war ein US-amerikanischer Zug- und Bankräuber, der nach einem misslungenen Raubüberfall erschossen wurde. Anschließend ging seine konservierte Leiche auf eine fast 60-jährige Odyssee.

## Frühe Jahre
Elmer McCurdy wuchs in Maine auf, das er als junger Erwachsener verließ. Er verdingte sich als Klempner und Bergmann, bis er 1910 in die United States Army eintrat. Sein Dienst verlief ohne Zwischenfälle, jedoch auch ohne lobende Erwähnung. Im Zusammenhang mit seinem Dienst wurde McCurdy durch Lieutenant Douglas MacArthur in der Handhabung von Nitroglycerin unterrichtet.

## Verbrechen und Tod
Seine beim Militär erworbenen Fähigkeiten im Umgang mit Nitroglycerin nutzte McCurdy im März 1911 beim Überfall auf einen Zug der Missouri Pacific Railroad, der einen Tresor mit 4000 Dollar mitführte. McCurdy stoppte den Zug mit drei Komplizen, und die Männer fanden den Tresor. McCurdy sprengte ihn mit Nitroglycerin, doch er verwendete zu viel Sprengmittel. Die Wucht der Explosion zerstörte den Großteil der enthaltenen Silbermünzen, weshalb McCurdy und seine Komplizen mit nur 450 Dollar fliehen mussten.
Im September 1911 raubte McCurdy mit zwei anderen Männern eine Bank in Chautauqua, Kansas, aus. Nachdem sie zwei Stunden lang erfolglos versucht hatten, die Mauer der Bank mit einem Hammer einzuschlagen, brachte McCurdy eine Nitroglycerinladung an. Die Explosion öffnete ihnen den Weg und zerstörte das Innere der Bank, ließ aber den Tresor unbeschädigt. McCurdy versuchte dann, die Tresortür mit einer weiteren Nitroglycerinladung zu sprengen, doch sie zündete nicht. Nachdem ihr Ausgucker aus Angst fortgelaufen war, stahlen McCurdy und seine Komplizen 150 Dollar in Münzen, die sie außerhalb des Tresors fanden, und flohen.
Am 4. Oktober 1911 überfiel McCurdy einen Personenzug der Missouri-Kansas-Texas Railroad in Okesa, Oklahoma. Eigentlich hatte er mit seinen Komplizen einen Zug überfallen wollen, der 400.000 Dollar in bar nach Osage County hatte bringen sollen; die Verbrecher irrten sich jedoch. So bedrohten sie die Zugreisenden und erbeuteten 46 Dollar, zwei Flaschen Whisky, einen Revolver, einen Mantel und eine Uhr. Mit seiner Beute floh McCurdy nach Norden in Richtung Kansas, versteckte sich aber noch auf Oklahomaer Staatsgebiet in Bartlesville in einer Scheune und betrank sich. Auf seine Ergreifung war eine Prämie von 2000 Dollar ausgesetzt. In den Morgenstunden des 7. Oktober spürte ihn ein Trupp von drei Sheriffs mit Bloodhounds in der Scheune auf. In einem etwa eine Stunde dauernden Feuergefecht wurde McCurdy erschossen.
Bei seinem Tod mit nur 31 Jahren war McCurdy in einer sehr schlechten körperlichen Verfassung, er zeigte deutliche Anzeichen von Alkoholismus und litt unter Silikose und Tuberkulose.

## Einbalsamierung

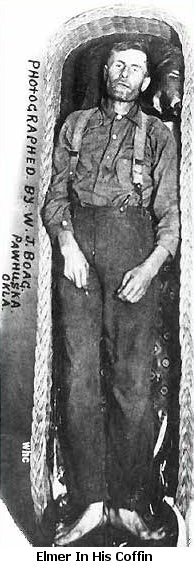
Elmer McCurdy einbalsamiert (vor 1916)

Seine Leiche wurde zu Joseph Johnson, einem Bestatter in Pawhuska, gebracht, doch keiner von McCurdys Angehörigen kontaktierte ihn. So entschied sich der Bestatter, mit McCurdys Leiche ein Ausstellungsstück zu schaffen, eine zu jener Zeit nicht ungewöhnliche Praxis. Der Bestatter mumifizierte also den toten Körper durch Einspritzung einer arsenhaltigen Lösung und stellte ihn die nächsten fünf Jahre in seinem Bestattungshaus aus. Schaulustige konnten sich die Leiche für einen Preis von fünf Cent anschauen, wobei sie die Münzen in den Mund der Leiche steckten.
Im Jahr 1916 erschienen dann Schausteller bei dem Bestatter und gaben sich als die Angehörigen McCurdys aus, sodass ihnen die Leiche übergeben wurde. Tatsächlich verwendeten sie diese im Rahmen einer Ausstellung namens Oklahoma Outlaw.
Die folgenden 60 Jahre wurde die Leiche auf verschiedenen Ausstellungen und Jahrmärkten gezeigt: So befand sie sich in der Lobby des Kinos, in dem im Jahr 1933 der Film Narcotic uraufgeführt wurde. Während der 1930er- und 1940er-Jahre wurde die Leiche von dem Polizisten Louis Sonney in seinem Museum of Crime ausgestellt. In den 1960er-Jahren war gänzlich vergessen, dass es sich um eine Leiche handelte, und McCurdys sterbliche Überreste wurden im Jahr 1971 als „Schaufensterpuppe“ an ein Wachsfigurenkabinett verkauft.

## Wiederentdeckung der Leiche
Im Dezember 1976 wurde für die Fernsehserie Der Sechs-Millionen-Dollar-Mann die Episode mit dem Titel Carnival of Spies im Vergnügungspark NU-Pike in Long Beach, Kalifornien gedreht. Ein Mitglied der Filmcrew beschädigte im Zuge dessen eine neon-orange Schaufensterpuppe, deren Arm abbrach. Als man menschliche Knochen entdeckte und die Behörden informierte, wurde die Leiche genauer untersucht.
Der medizinische Gutachter Thomas Noguchi öffnete den Mund der Leiche und konnte ein Geldstück von 1924 und ein Ticket für das Museum of Crime finden. Dieses Ticket und archivierte Zeitungsberichte halfen der Polizei dabei, die Leiche als die von Elmer McCurdy zu identifizieren.
Am 22. April 1977 wurde die Leiche auf dem Summit-View-Friedhof ▼ in Guthrie, Oklahoma, beerdigt. McCurdys gläserner Sarg wurde von Polizeibeamten, Lokalpolitikern und Historikern begleitet. McCurdy fand seine letzte Ruhe neben Bill Doolin, einem anderen Gesetzlosen. Um einer erneuten Odyssee vorzubeugen, wurden zwei Kubikmeter Beton über den Sarg gegossen.
In den Jahren seit der Wiederentdeckung seiner Leiche erreichte McCurdy Nachruhm: Er ist der Gegenstand zweier Biographien und auch einer BBC-Dokumentation. Darüber hinaus verfasste eine Celtic-Folk-Band ein Lied über sein Schicksal.